# Lina Wertmüller
Lina Wertmüller, teljes születési nevén Arcangela Felice Assunta Wertmüller von Elgg Spanol von Braueich (Róma, 1928. augusztus 14. – Róma, 2021. december 9.) olasz filmrendező, író, forgatókönyvíró, több társadalomkritikus film alkotója. 1975-ös Pasqualino Settebellezze / Seven Beauties című filmdrámáját több Oscar-díjra jelölték, őt magát 1977-ben első női rendezőként jelölték a legjobb rendezőnek járó Oscar-díjra. 2019-ben Oscar-életműdíjat kapott.

## Élete

### Származása
Katolikus családba született. Édesapja Federico Wertmüller von Elgg Spanol von Braueich ügyvéd Palazzo San Gervasióból származott, Rómában praktizált. Apjának ősei régi svájci nemesi családból származtak. Édesanyja, Maria Santamaria-Maurizio római ügyvédcsalád leánya volt.

### Pályafutása
Szülei akarata ellenére 1945-ben jelentkezett a római Accademia d’arte drammatica „Pietro Scharoff” nevű színiakadémiára, és 1951-ben oklevelet szerzett. Még abban az évben megalapította a Harlequin színtársulatot, írt néhány saját színdarabot, és európai körútra indult. Rómába visszatérve újságíróként, színésznőként, színpadi díszlettervezőként, rendezőasszisztensként dolgozott, történeteket és forgatókönyveket írt. Egy bábszínház társulatában is dolgozott. Jó barátságba került Marcello Mastroiannival és feleségével, Flora Carabella színésznővel. A színészházaspár kapcsolatain keresztül Wertmüller bekerült a filmgyártásba. 1962-ben Federico Fellini rendező asszisztense lett, és közreműködött a 8½ c. film forgatásában.
A következő évben, 1963-ban Wertmüller megrendezte első saját filmjét, I basilischi („A baziliszkuszok”) címmel. Ő maga írta a film alaptörténetét és forgatókönyvét is. A film néhány fiatalember kilátástalan életét mutatja be az elszegényedett Dél-Olaszországban. Ezeket a társadalmi körülményeket később több más filmjében is alapul vette. 1965-66-ban két zenés vígjátékot készített Rita Pavone („a szúnyog”) főszereplésével (Rita, a szúnyog és Ne ingereljétek a mamát!). Nagy rendezők keze alá dolgozott, több sikeres film forgatókönyvét részben vagy egészében ő írta. Így közreműködött Sergio Sollima rendező Az erőszak városa c. filmjének megírásában (1970, Charles Bronson főszereplésével), és részben ő írta Franco Zeffirelli Napfivér, Holdnővér című életrajzi filmjének forgatókönyvét (1972).
Következő filmjei mérsékelt sikert hoztak, csak 1972-ben tudott áttörést elérni. Négy filmből álló sorozatot készített Giancarlo Giannini főszereplésével. Ennek negyedik filmje, az 1975-ös Pasqualino Settebellezze („Hét szépség”). Címét egy 12. századi perzsa költő, Nizámi „A hét szépség” (más fordításban „A hét arckép”) című költemény-ciklusa ihlette. Főszereplője a szegény nápolyi családban felnőtt Pasqualino Frafuso (Giancarlo Giannini), akit a nyomorból csalás, árulás, erkölcstelenség, testi-lelki önfeladás, megalázkodás révén próbál kitörni. A film nemzetközi sikert aratott. A kritikusok Pasqualino karakterét Hugo von Hofmannsthal „Akárki”-jéhez (Jedermann) hasonlították. A filmet négy Oscar-díjra jelölték, de egyet sem ítéltek oda. 1977-ben Wertmüllert első női rendezőként jelölték a legjobb rendezőnek járó Oscar-díjra.

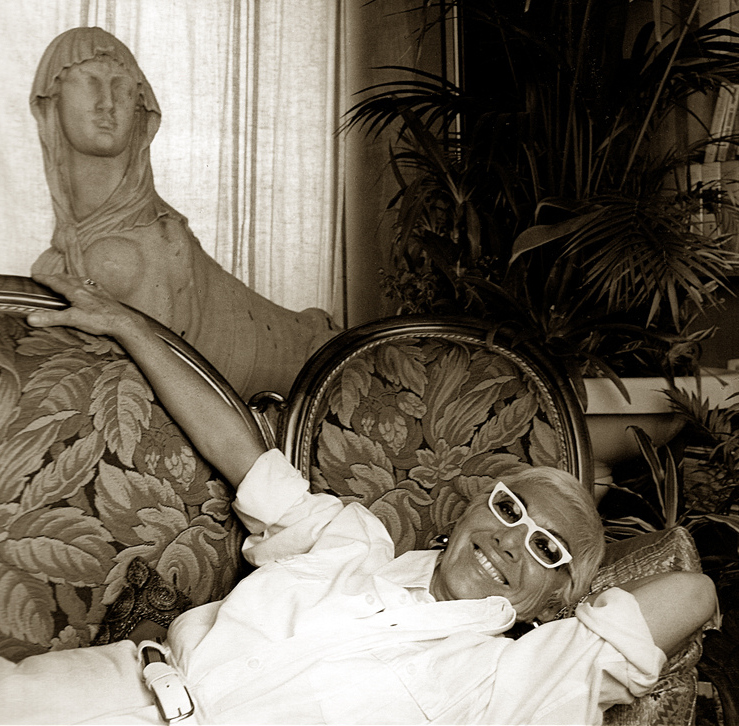
Wertmüller portréja, Augusto De Luca fotográfus alkotása (1987)

A későbbi években színes és sokoldalú alkotásokkal jelentkezett. Több, figyelemre méltó társadalomkritikus filmet is készített, de a „Hét szépség” sikerét nem tudta megismételni. 2019-ben Oscar-életműdíjat kapott.

### Politikai nézetei
Wertmüller filmjei tükrözik alkotójuk erős szociális és baloldali elkötelezettségét. Filmjeinek főszereplői legtöbbször kommunisták vagy feministák. A történetek középpontjában gyakran súlyos politikai vagy társadalmi-gazdasági konfliktusok állnak, amelyek a szereplők sorsát kényszerpályára viszik, a nézőket gondolkodásra, állásfoglalásra ösztökélik. Filmjei mégsem egyszerűen didaktikusak, hanem Wertmüller személyes tapasztalatait, társadalom-értelmezését alakítják látványos képsorokká. Wertmüller kedveli a hosszú, leíró jellegű címadást, filmjeinek eredeti olasz nyelvű címei gyakran igen hosszúak, ezt a vonást Wertmüller egyik „kézjegyének” tekintik.
Egyik nagy figyelmet keltett 1974-es filmje, nemzetközi rövid címén Swept Away („Elsodródva”), eredeti olasz címén Travolti da un insolito destino nell’azzurro mare d’agosto (kb. „Szokatlan sorsforduló által elsodorva, augusztusban, az azúrkék tengeren”). A történet főszereplője egy gazdag gyáriparos-feleség (Mariangela Melato), aki egy földközi-tengeri kirándulás során átmenetileg egy elszigetelt zátonyra vetődik szolgájával, egy kommunista érzelmű, durva és mácsó matrózzal (Giancarlo Giannini) együtt, akivel megtalálja a szerelmi beteljesedést, a férfi erőszakos és hímsoviniszta viselkedése mellett. Ebből a filmből 2002-ben Guy Ritchie amerikai remake-et készített Hullámhegy (Swept Away) címmel, az új film forgatókönyvét Wertmüller írta.

### Magánélete
Férje, a nápolyi születésű Enrico Job (1934–2008) díszlettervező–berendező volt. 1965-ben házasodtak össze. Egy leánygyermeket fogadtak örökbe, Maria Zulima Jobot, aki 1991-ben született Marseille-ben. Gyermekszínészként szerepelt anyjának késői filmjeiben. Enrico Job, aki Wertmüller számos filmjének hátterét, díszleteit és tárgyi kellékeit megtervezte és megalkotta, 2008. március 4-én elhunyt.

## Filmes munkái
- 1963: I basilischi: rendező, forgatókönyvíró
- 1964–1965: Il giornalino di Gian Burrasca, tévésorozat: rendező
- 1965: Questa volta parliamo di uomini: író, rendező
- 1966: Rita, a szúnyog (Rita la zanzara): író, rendező
- 1967: Ne ingereljétek a mamát! (Non stuzzicate la zanzara): író, rendező
- 1968: Il mio corpo per un poker: rendező, forgatókönyvíró
- 1969: Les chemins de Katmandou, André Cayatte filmje: forgatókönyvíró
- 1970: Az erőszak városa (Città violenta), Sergio Sollima filmje: forgatókönyvíró
- 1972: Quando le donne persero la coda, Pasquale Festa Campanile filmje: író
- 1972: Napfivér, Holdnővér (Fratello sole, sorella luna): társ-forgatókönyvíró
- 1972: Véres út (Nessuno deve sapere), tévésorozat: társ-forgatókönyvíró
- 1972: Mimi, a becsületében sértett vasmunkás (Mimì metallurgico ferito nell’onore): rendező, forgatókönyvíró
- 1973: Az anarchia és a szerelem filmje (Film d’amore e d’anarchia): író, rendező
- 1974: A jó annyi, mint a rossz (Tutto a posto e niente in ordine): író, rendező
- 1975: Swept Away (Travolti da un insolito destino nell’azzurro mare d’agosto): író, rendező
- 1975: Pasqualino Settebellezze / Seven Beauties: író, rendező, producer
- 1978: Világvége közös ágyunkban (La fine del mondo nel nostro solito letto in una notte piena di pioggia): író, rendező
- 1978: Véres föld (Fatto di sangue fra due uomini per causa di una vedova): író, rendező
- 1981: E una domenica sera di novembre (tévé-dokumentumfilm): rendező
- 1983: Scherzo del destino in agguato dietro l’angolo come un brigante da strada: író, rendező
- 1984: Sotto… stto… strapazzato da anomala passione: író, rendező
- 1985: Camorra – A nápolyi kapcsolat (Un complicato intrigo di donne, vicoli e delitti): író, rendező
- 1986: Notte d’estate con profilo greco, occhi a mandorla e odore di basilico: író, rendező
- 1987: Imago urbis (tévé-dokumentumfilm): társrendező
- 1989: A titkos tizedik (Il decimo clandestino): rendező, forgatókönyvíró
- 1989: In una notte di chiaro di luna: író, rendező
- 1989: 12 olasz város – 12 olasz filmrendező (12 registi per 12 città), Bari epizód: rendező
- 1990: Szombat, vasárnap és hétfő (Sabato, domenica e lunedì): rendező, forgatókönyvíró
- 1992: Io speriamo che me la cavo: rendező
- 1996: Ninfa plebea: rendező, forgatókönyvíró
- 1996: Egy autószerelő és egy fodrásznő politikai és szerelmi csatározásai (Metalmeccanico e parrucchiera in un turbine di sesso e di politica): rendező, forgatókönyvíró
- 1999: Ferdinánd és Karolina (Ferdinando e Carolina): rendező, forgatókönyvíró
- 2001: Francesca és Nunziata (Francesca e Nunziata), tévéfilm: rendező, forgatókönyvíró
- 2002: Hullámhegy (Swept Away), az 1975-ös Wertmüller-film Guy Ritchie-féle remake-je: forgatókönyvíró
- 2004: Túl sok románc (Peperoni ripieni e pesci in faccia): rendező, forgatókönyvíró
- 2009: Mannaggia alla miseria!: rendező, forgatókönyvíró
- 2010: Carmen (televíziós operafilm): rendező
- 2013: Benvenuto Presidente! – színész: oligarcha-szerep
- 2014: Roma, Napoli, Venezia… in un crescendo rossiniano (zenés dokumentumfilm): író, rendező
- 2015: Dietro gli occhiali bianchi, önéletrajzi dokumentumfilm: önmaga
- 2016: Víz és cukor – Carlo Di Palma, az élet színei (Acqua e zucchero: Carlo Di Palma, i colori della vita): színész

## Kiadott művei
Olaszul
- Essere o avere. Ma per essere devo avere la testa di Alvise su un piatto d’argento, Milano, Rizzoli, 1981.
- Iris e lo sceicco, ovvero Sceicchi e femministe, ovvero Storia d’evasione e d’oriente, Milo Manara illusztrációival, Torino, Nuova Eri, 1988. ISBN 88-397-0537-6
- Avrei voluto uno zio esibizionista, Milano, Mondadori, 1990. ISBN 88-04-33566-1
- Alì Baba e il destino giocatore spericolato e spesso baro, Napoli, Guida, 1992. ISBN 88-7188-026-9
- Arcangela Felice Assunta Job Wertmüller von Elgg Espanol von Brauchich cioè Lina Wertmüller, Milano, Frassinelli, 2006. ISBN 88-7684-786-3 (önéletrajz & CD Wertmüller által szerzett dalokkal)
- Tutto a posto e niente in ordine, Lina Wertmüller, Mondadori, 2012. ISBN 9788804623038 (önéletrajz)

## További információ
- Hivatalos oldal
- Lina Wertmüller a PORT.hu-n (magyarul)
- Lina Wertmüller az Internetes Szinkronadatbázisban (magyarul)
- Lina Wertmüller az Internet Movie Database-ben (angolul)
- Lina Wertmüller a Rotten Tomatoeson (angolul)
- Lina Wertmüller az AlloCiné weboldalán (franciául)